# KJ Simpson
Kenneth "KJ" Simpson Jr. (Los Angeles, 8 de agosto de 2002) é um jogador norte-americano de basquete profissional que atualmente joga no Charlotte Hornets da National Basketball Association (NBA) e no Greensboro Swarm da G-League.
Ele jogou basquete universitário pela Universidade do Colorado e foi selecionado pelos Hornets como a 42º escolha geral no draft da NBA de 2024.

## Início da vida e carreira no ensino médio
Simpson cresceu em Los Angeles e estudou na Chaminade College Preparatory School. Ele foi classificado como um recruta de quatro estrelas e inicialmente se comprometeu a jogar basquete universitário pela Universidade do Arizona. Depois que o técnico principal do Arizona, Sean Miller, foi demitido, Simpson reabriu seu recrutamento. Ele finalmente assinou para jogar na Universidade do Colorado.

## Carreira universitária
Simpson foi nomeado para a Equipe de Novatos da Pac-12 após ter média de 7,4 pontos e também liderando o time em assistências e roubos de bola. Ele foi nomeado para a Segunda-Equipe da Pac-12 após ter médias de 15,9 pontos, 4,3 rebotes, 3,8 assistências e 1,5 roubos de bola em seu segundo ano.
Em sua terceira temporada, Simpson foi nomeado para a Primeira-Equipe da Pac-12 com média de 19,7 pontos, a maior do time, e acertando 43% da faixa de três pontos nesta temporada. Na primeira rodada do Torneio da NCAA de 2024 contra Flórida, Simpson acertou um arremesso para vencer o jogo com menos de dois segundos restantes.

## Carreira profissional

### Charlotte Hornets (2024–Presente)
Em 27 de junho de 2024, Simpson foi selecionado pelo Charlotte Hornets como a 42º escolha geral no draft da NBA de 2024. Em 7 de julho de 2024, Simpson assinou um contrato de duas vias com o Charlotte Hornets e com seu afiliado na G-League, Greensboro Swarm.

## Estatísticas da carreira

### Universidade
| Ano      | Equipe   | PJ | PT | MPJ  | AP   | 3P   | LL   | RT  | AS  | BR  | TO | PPJ  |
| -------- | -------- | -- | -- | ---- | ---- | ---- | ---- | --- | --- | --- | -- | ---- |
| 2021–22  | Colorado | 32 | 1  | 21.3 | .377 | .254 | .770 | 2.5 | 2.7 | .8  | .1 | 7.4  |
| 2022–23  | Colorado | 29 | 28 | 31.8 | .396 | .276 | .817 | 4.3 | 3.8 | 1.5 | .2 | 15.9 |
| 2023–24  | Colorado | 37 | 37 | 35.1 | .475 | .434 | .876 | 5.8 | 4.9 | 1.6 | .1 | 19.7 |
| Carreira | Carreira | 98 | 66 | 29.4 | .416 | .321 | .821 | 4.2 | 3.8 | 1.3 | .1 | 14.3 |